# Clupeocharax
Clupeocharax is een monotypisch geslacht van straalvinnige vissen uit de familie van de Afrikaanse karperzalmen (Alestidae).

## Soort
- Clupeocharax schoutedeni Pellegrin, 1926